# Philadelphiaboulevard

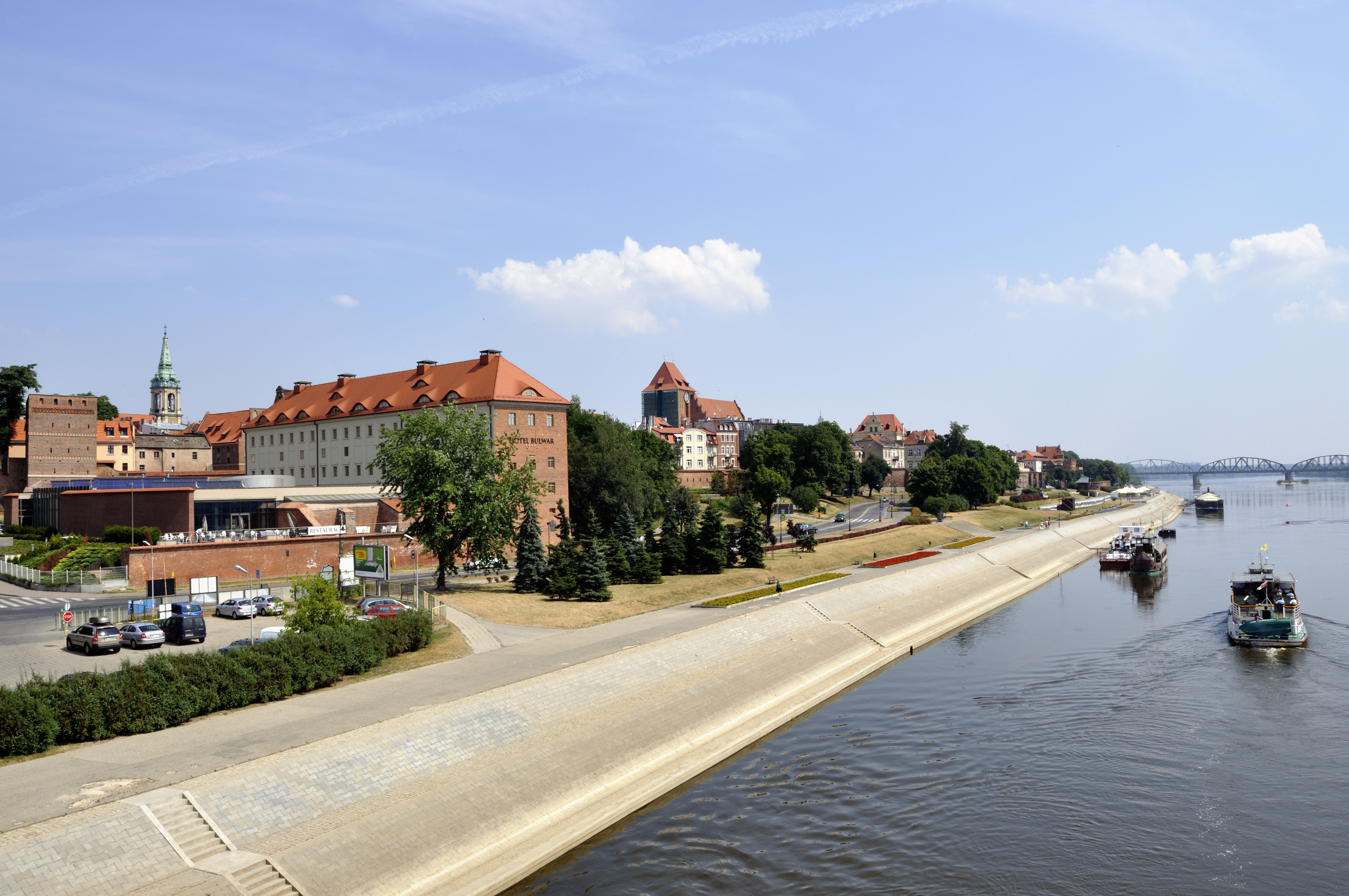
Philadelphiaboulevard von der Józef-Piłsudski-Straßenbrücke aus

Der Philadelphiaboulevard in Toruń ist ein Kai am rechten Ufer der Weichsel im polnischen Toruń.

## Lage
Der Boulevard befindet sich am rechten Ufer der Stadt zwischen dem Altstadtkomplex und der Weichsel.
Der 2 km lange Kai beginnt am AZS-Yachthafen (polnisch Przystań AZS; AZS ist der polnische Akademische Sportverband) und endet an der Ernest-Malinowski-Eisenbahnbrücke.

## Geschichte

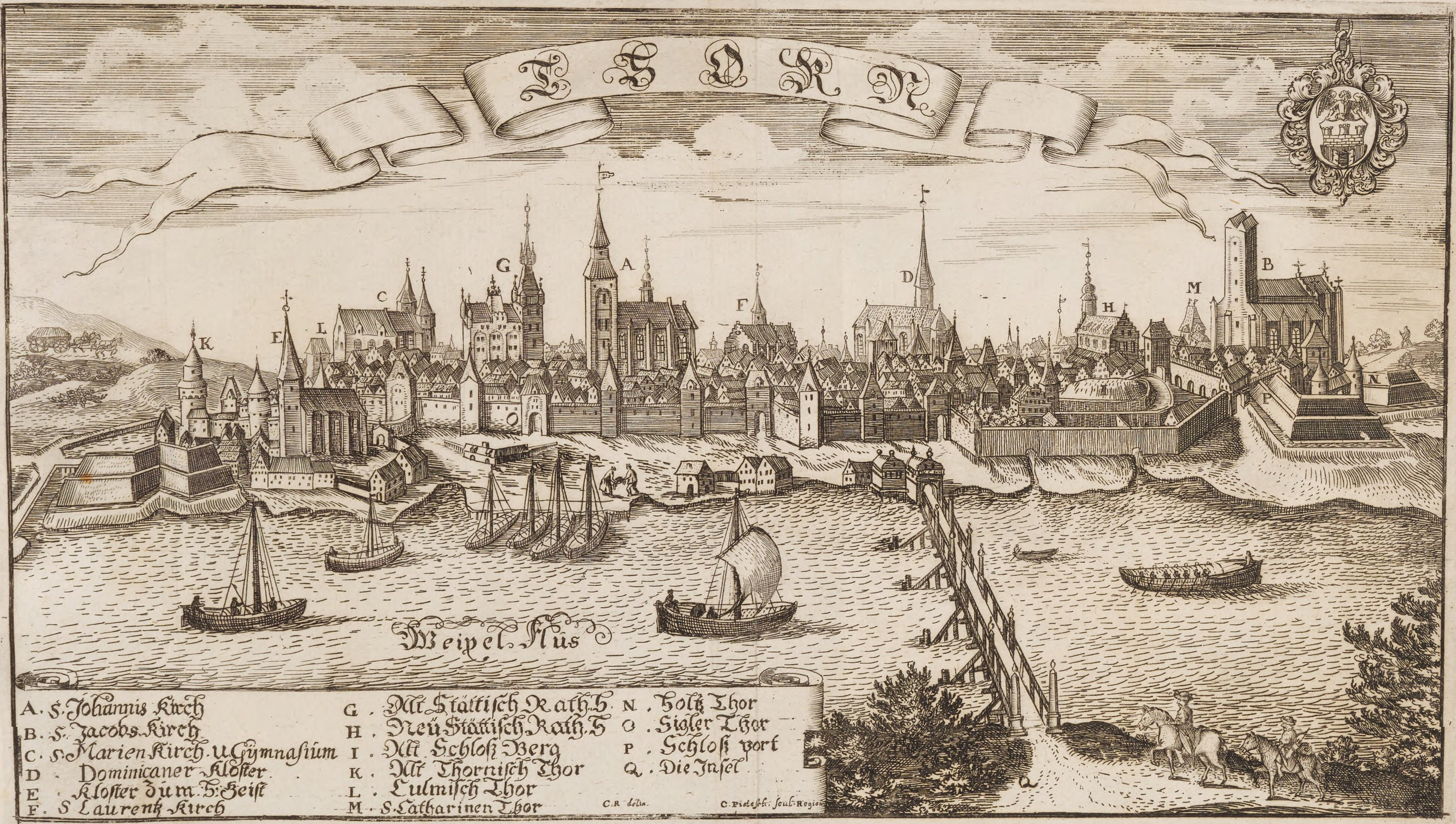
Kai im Jahr 1684

Seit der Gründung der Stadt bis in die 1960er Jahre diente der Kai auf der Höhe des Altstadtkomplexes als Hafen- und Handelszentrum. Während der Mitgliedschaft Toruńs in der Hanse kamen hier Seeschiffe an, und die Stadt selbst war damals eines der größten hanseatischen Hafenzentren am Flussufer.
In der preußischen Zeit planten die damaligen Behörden, nach dem Bau des Holzhafens im westlichen Teil der Stadt im Jahr 1909, den Hafen aufzulösen und durch einen Boulevard zu ersetzen.
In der Zwischenkriegszeit, 1935, kamen 3900 Schiffe und 2618 Berlinkas (kleinere Handelsschiffe) im Hafen an. Aus dem Hafen wurden 3872 Schiffe und 2590 Berlinkas abgefertigt. Sie transportierten hauptsächlich Zucker, Mehl, Gerste und Hafer. Bemerkenswert ist, dass neben polnischen Schiffen auch Schiffe und Berlinkas unter der Flagge der Freien Stadt Danzig, Deutschland und Schweden am Hafen anlegten.

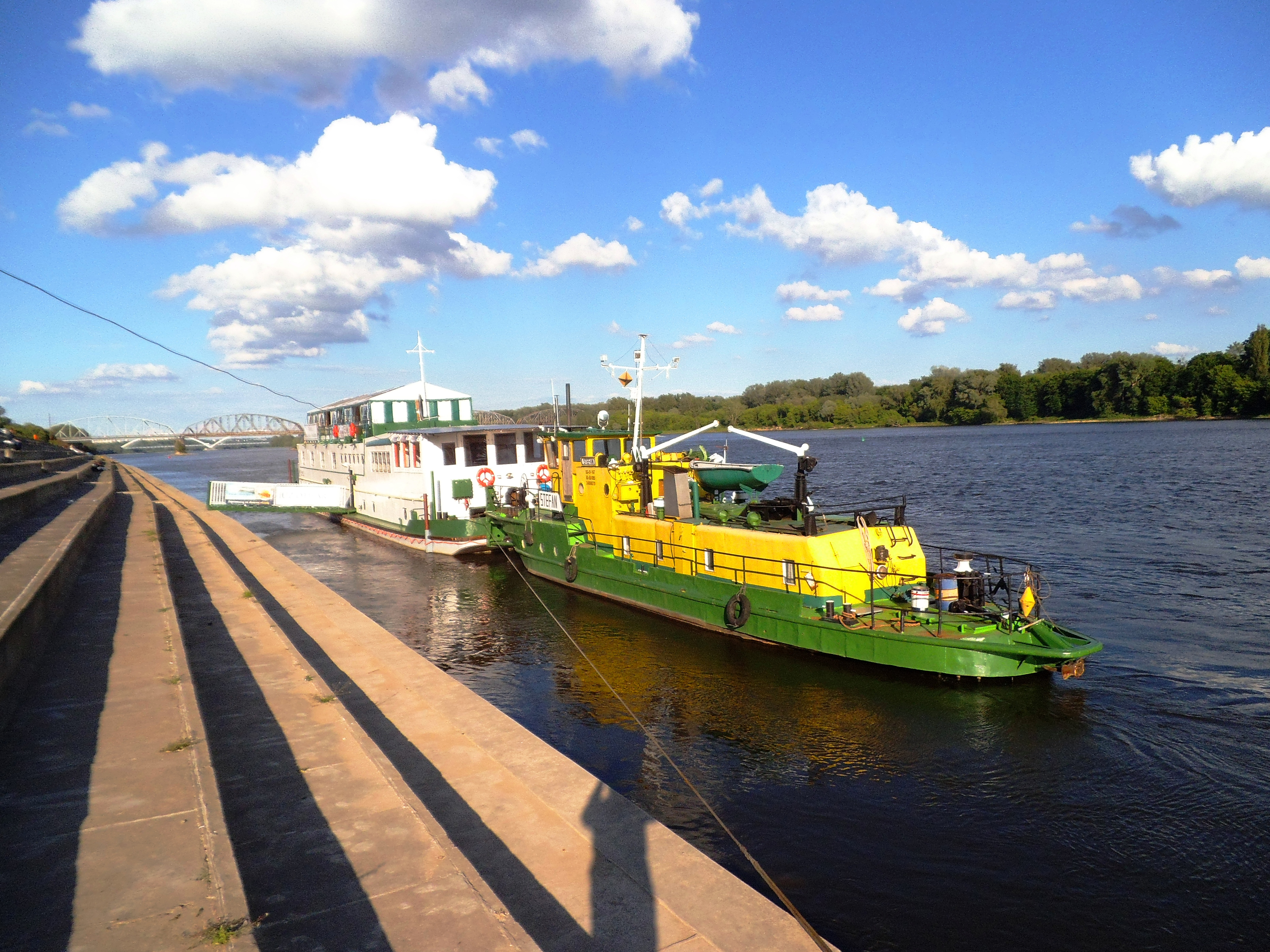
Philadelphiaboulevard, heutiges Aussehen

Zu dieser Zeit plante auch der damalige Architekt der Stadt, Ignacy Tłoczek, den Bau des Boulevards am Weichselufer. Er projektierte ihn auf dem Abschnitt vom Stadtpark in der Bromberger Vorstadt (polnisch Bydgoskie Przedmieście) bis zur Umgebung der heutigen E.-Zawacka-Straßenbrücke. Der Ausbruch des Zweiten Weltkriegs zerstörte diese Pläne.
In den 1960er Jahren wurde der Hafen aufgrund der abnehmenden Popularität der Schifffahrt in Polen aufgelöst. Hafenkräne wurden entfernt und die Eisenbahnschienen abgebaut.
Der Bau des Kais in ihrer jetzigen Form begann Ende der 1960er Jahre und endete 1973, anlässlich des Kopernikus-Jahres (zum 500. Geburtstag von Nikolaus Kopernikus). Der Boulevard wurde 1973 zu Ehren der amerikanischen Partnerstadt von Toruń Philadelphiaboulevard genannt (einer der Stadtplätze in Philadelphia heißt Torun Triangle).
2005 begann die erste Phase der Renovierung des Boulevards auf einem fast 360 Meter langen Abschnitt zwischen dem historischen Limnigraphen und der Wola-Zamkowa-Straße. Die Stufen wurden renoviert und die Pflaster aus Beton-Sechskantplatten durch Betondübel und Granitwürfel ersetzt. Die zweite Phase der Renovierung umfasste die Reparatur der Befestigungsanlagen zwischen der Józef-Piłsudski-Straßenbrücke und dem Limnigraph. Diese Etappe wurde 2007 abgeschlossen, während die dritte Etappe auf dem über 645 Meter langen Abschnitt zwischen Wola Zamkowa und der Ernest-Malinowski-Eisenbahnbrücke 2009 endete. Alle Renovierungen und Modernisierungen betrafen den Kai.
Im Jahr 2013 wurde der Abschnitt des Kais zwischen der Józef-Piłsudski-Straßenbrücke und dem AZS-Yachthafen renoviert und ein Jahr später wurde sein oberer Teil eingerichtet. Ein Strand, ein Spielplatz, Radwege, Sportplätze und ein moderner Yachthafen wurden gebaut.
2015 wurde ein städtebauliches und architektonisches Konzept für die Entwicklung des Boulevards von der Józef-Piłsudski-Straßenbrücke bis zur Ernest-Malinowski-Eisenbahnbrücke erstellt. Auf der Erweiterung des Altstadtkomplexes sollen einfache architektonische Formen gebaut werden, z. B.: Treppen mit Aussichtsplattformen und gastronomische Pavillons. Darüber hinaus sieht das Konzept vor, den Verkehr auf der Bulwar-Filadelfijski-Straße einzuschränken, damit Fußgänger und Radfahrer Vorrang haben. Der Boulevard wird reich bepflanzt: mit Büschen, Blumenbeeten und Bäumen. Die Bauarbeiten sollen nach 2020 beginnen.

## Kultur
Auf dem Boulevard finden verschiedene kulturelle Veranstaltungen und Darstellungen historischer Ereignisse unter freiem Himmel statt, darunter die Toruń Tage und das Weichselfest.

## Infrastruktur

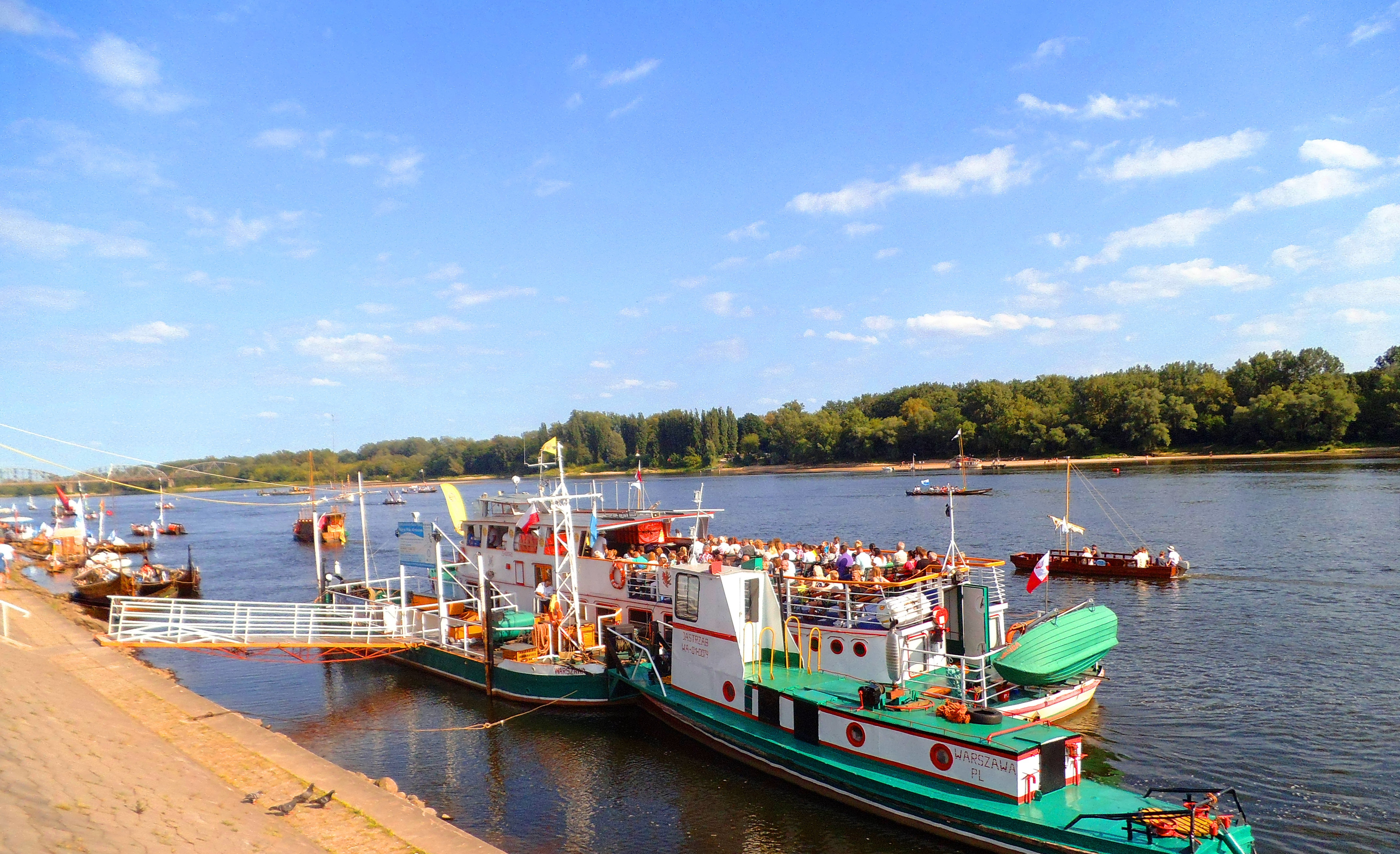
Anlegesteg für das Schiff „Wanda“

- Die Boote „Katarzynka“ und „Wanda“ segeln in der Tourismus-Saison. Sie haben eigene Schiffsanleger.
- Der AZS-Yachthafen dient der Ruderabteilung des Akademischen Sportverbands (AZS) der Nikolaus-Kopernikus-Universität Toruń, Schülern der Sportmeisterschaftsschule und Segelsportbegeisterten von Toruń.

## Tourismus
Der Boulevard ist einer der meistbesuchten Orte in Toruń. Laut den Stadtbesuchern zählte er sich im Jahr 2013 hinter dem Alten Rathaus, dem Kopernikus-Haus, dem Dom St. Johannes und dem Planetarium zu den größten Sehenswürdigkeiten von Toruń.

## Interessante Tatsachen
- 1969 wurden hier Szenen zum polnischen Kultfilm „Rejs“ von Regisseur Marek Piwowski gedreht.[14]
- Am 3. Mai 1982 fand auf dem Boulevard eine antikommunistische Manifestation statt.[15]

## Galerie

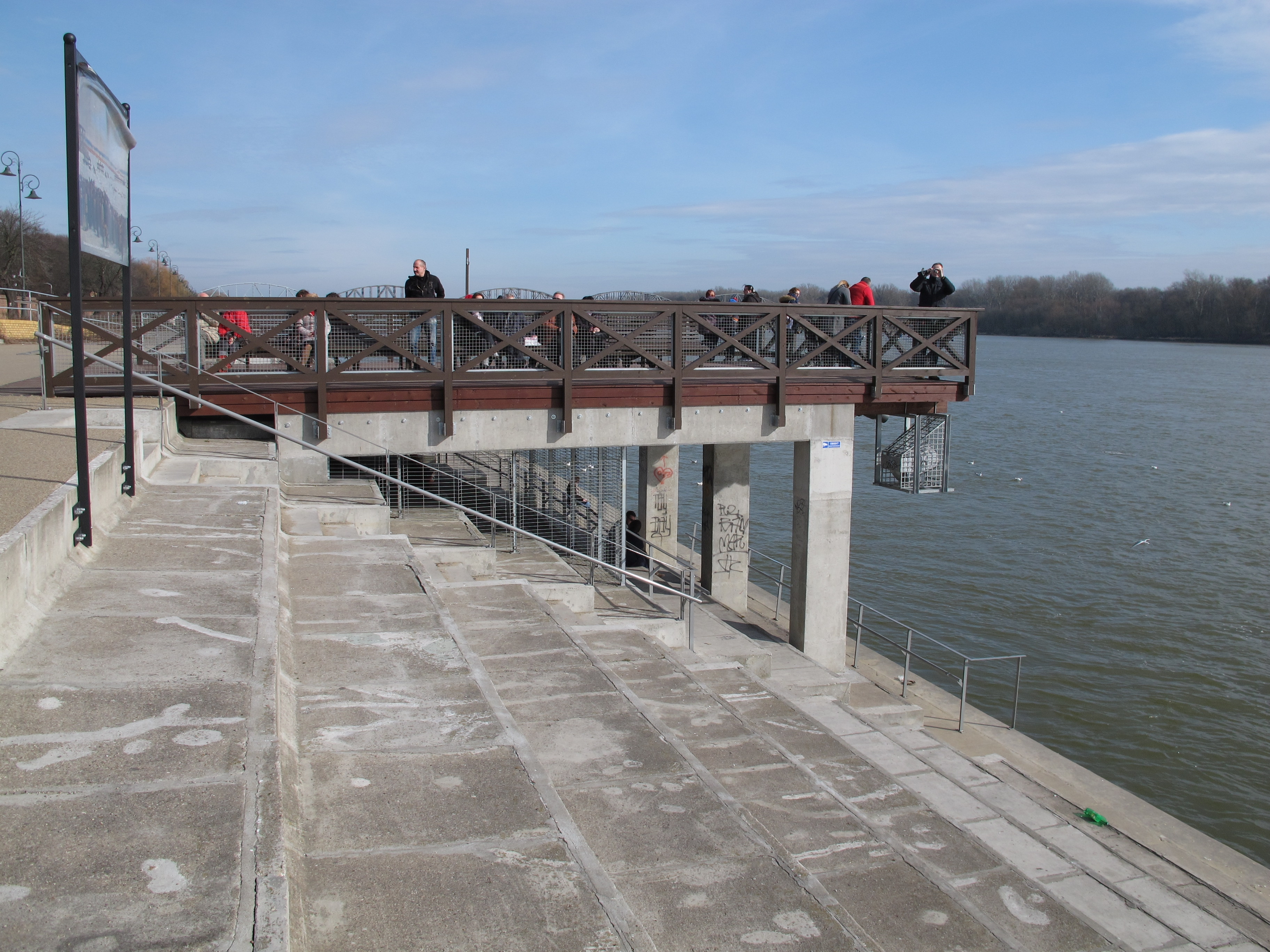
Aussichtsplattform, Symbol der ehemaligen Weichselbrücke
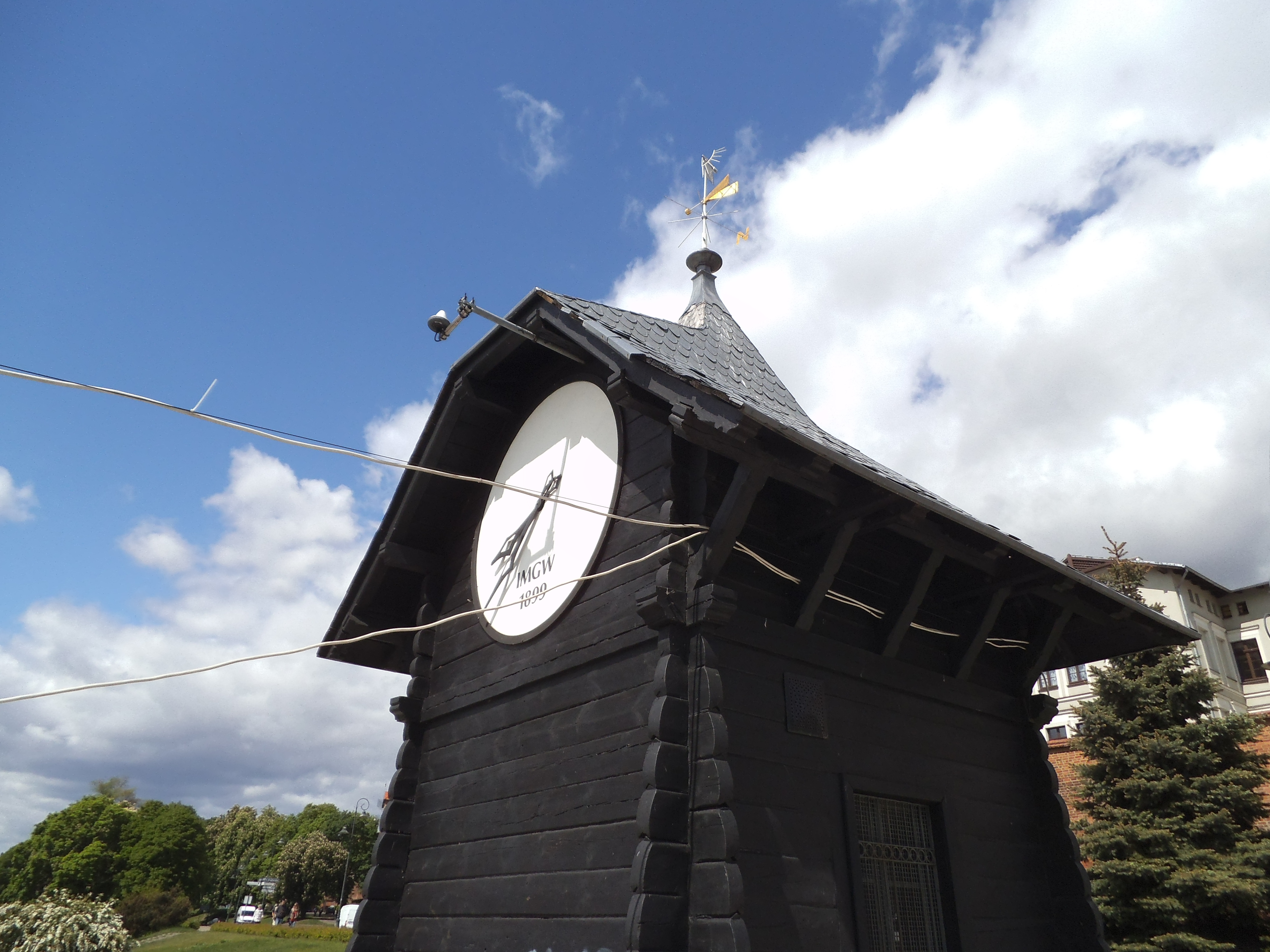
Wasserstandsschreiber, erbaut 1899
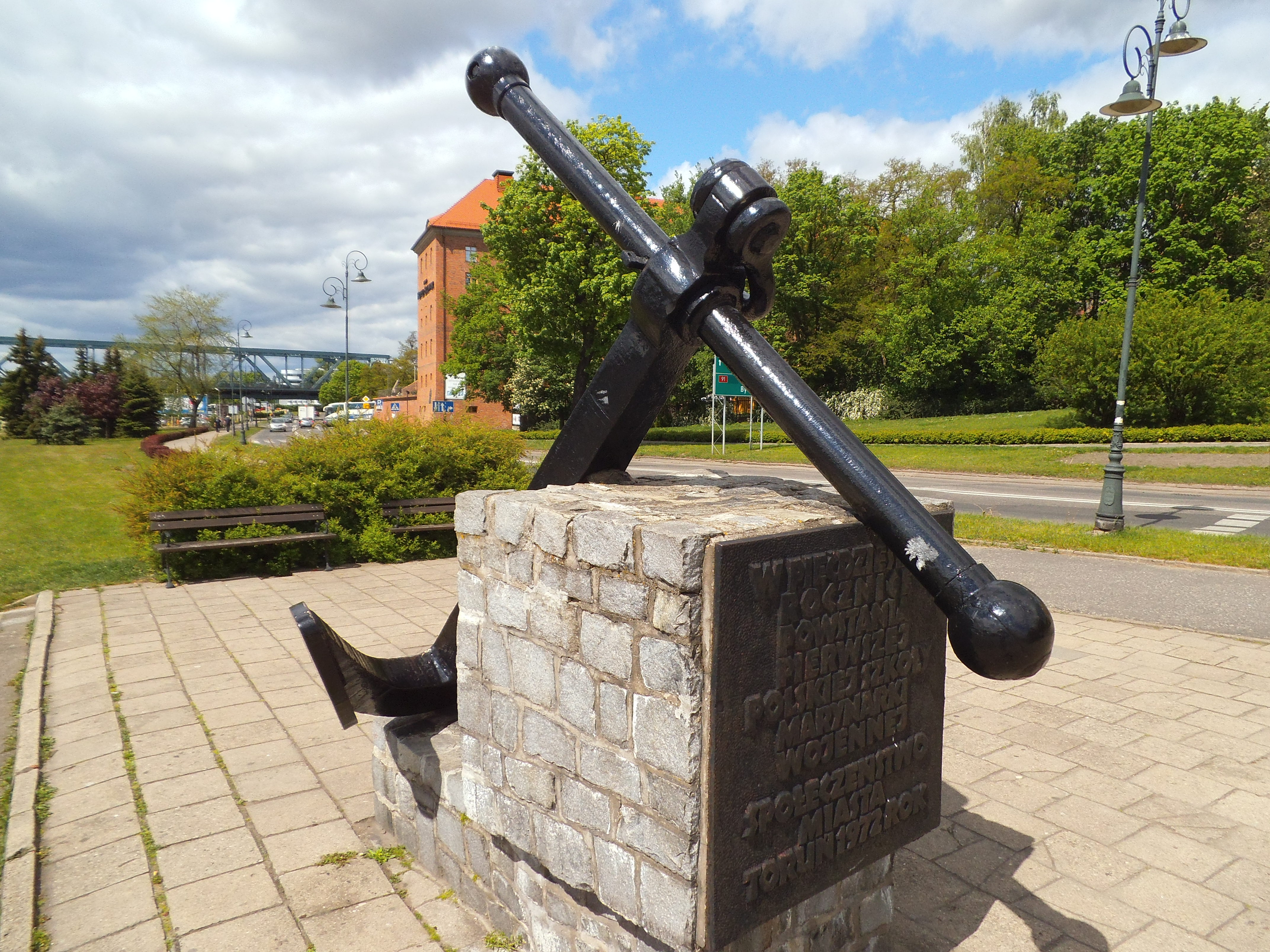
Denkmal für die Kriegsmarineschule in Toruń, enthüllt 1972
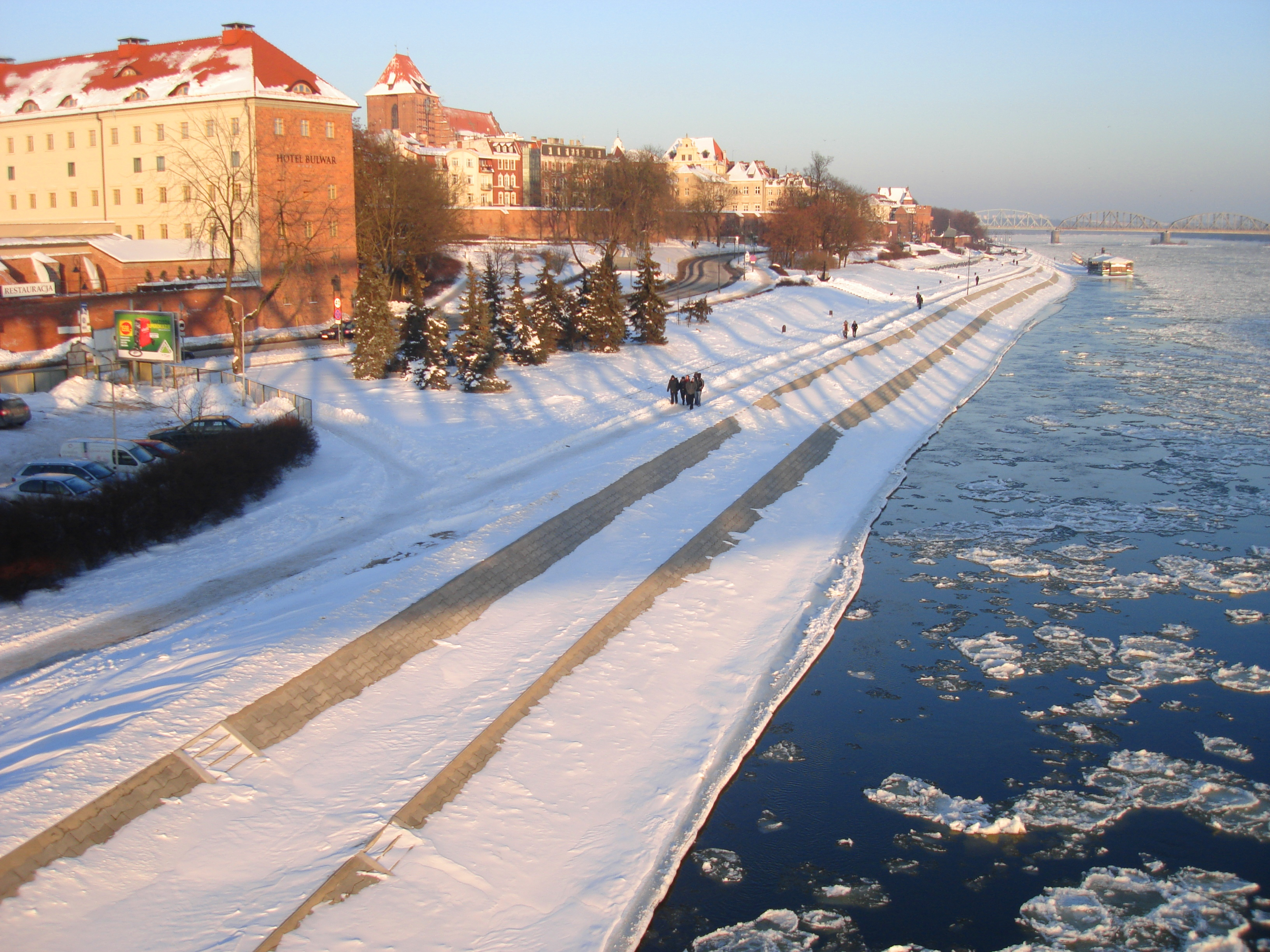
Boulevard im Winter (2010)